# Compus aliciclic

Ciclopropanul este cel mai simplu compus aliciclic.

Un compus aliciclic este un compus organic care este în același timp atât un compus ciclic, cât și un compus alifatic. Compușii aliciclici conțin astfel catene ciclice care pot fi saturate sau nesaturate, însă le lipsește caracterul aromatic.  Cei mai simpli compuși aliciclici sunt cicloalcanii monociclici: ciclopropan, ciclobutan, ciclopentan, ciclohexan, cicloheptan, ciclooctan, etc. Un exemplu de compus biciclic este decalina. De asemenea, și compușii spiro și cicloalchenele sunt tot compuși aliciclici. 
Otto Wallach, un chimist german, a primit în anul 1910 Premiul Nobel pentru Chimie pentru lucrările sale din domeniul compușilor aliciclici.